# Mühlhausen, Rhein-Neckar
Mühlhausen, Rhein-Neckar är en kommun och ort i Rhein-Neckar-Kreis i regionen Rhein-Neckar i Regierungsbezirk Karlsruhe i förbundslandet Baden-Württemberg i Tyskland.
Kommunen ingår i kommunalförbundet Rauenberg tillsammans med staden Rauenberg och kommunen Malsch.